# Haapasaaret (ö i Finland, Södra Savolax, Nyslott, lat 61,64, long 29,10)
Haapasaaret är en ö i Finland. Den ligger i sjön Pihlajavesi och i kommunen Nyslott i  landskapet Södra Savolax, i den sydöstra delen av landet, 270 km nordost om huvudstaden Helsingfors. Öns area är 0,9 hektar och dess största längd är 220 meter i sydöst-nordvästlig riktning.  Notera att namnet antyder att det är fråga om flera öar.